# Československá ženská basketbalová reprezentace
Československá basketbalová reprezentace žen byl tým, který reprezentoval Československo v mezinárodních soutěžích basketbalu. V navazujícím článku jsou obsaženy Statistiky hráček v československé basketbalové reprezentaci., Po rozdělení Československa měly od roku 1993 Česká republika a Slovensko svá vlastní národní reprezentační družstva.

## Soupisky Československa, body a odehrané zápasy
- 1950 Mistrovství Evropy (Budapešť): Československo třetí mezi 12 týmy
- soupiska zde

Celkem 323 bodů v 7 zápasech (5 vítězství, 2 porážky)
- 1952 Mistrovství Evropy (Moskva): Československo druhé mezi 12 týmy
- soupiska zde

Celkem 202 bodů v 5 zápasech (4 vítězství, 1 porážka)
- 1954 Mistrovství Evropy (Bělehrad): Československo druhé mezi 10 týmy
- soupiska zde

Celkem 442 bodů v 7 zápasech (5 vítězství, 2 porážky) ve statistice hráček chybí 25 bodů.
- 1956 Mistrovství Evropy (Praha): Československo třetí mezi 16 týmy
- soupiska zde

Celkem 771 bodů v 8 zápasech (7 vítězství, 1 porážka)
- 1957 Mistrovství světa (Rio de Janeiro, Brazílie): Československo třetí mezi 12 týmy
- soupiska zde

Celkem 609 bodů v 9 zápasech (7 vítězství, 2 porážky)
- 1958 Mistrovství Evropy (Lodž, Polsko): Československo třetí mezi 10 týmy
- soupiska zde
- 1959 Mistrovství světa (Moskva): Československo třetí mezi 8 týmy
- soupiska zde

Celkem 467 bodů v 7 zápasech (5 vítězství, 2 porážky)
- 1960 Mistrovství Evropy (Sofie): Československo třetí mezi 10 týmy
- soupiska zde

Celkem 466 bodů v 7 zápasech (5 vítězství, 2 porážky)
- 1962 Mistrovství Evropy (Mulhouse, Francie): Československo druhé mezi 10 týmy
- soupiska zde

Celkem 362 bodů v 6 zápasech (4 vítězství, 2 porážky)
- 1964 Mistrovství světa (Lima, Peru): Československo druhé mezi 13 týmy
- soupiska zde

Celkem 601 bodů v 9 zápasech (8 vítězství, 1 porážka)
- 1964 Mistrovství Evropy (Budapešť): Československo třetí mezi 10 týmy
- soupiska zde

Celkem 327 bodů v 6 zápasech (4 vítězství, 2 porážky)
- 1966 Mistrovství Evropy (Sibiu, Cluj, Rumunsko): Československo druhé mezi 12 týmy
- soupiska zde

Celkem 511 bodů v 7 zápasech (6 vítězství, 1 porážka)
- 1967 Mistrovství světa (Praha): Československo třetí mezi 11 týmy
- soupiska zde

Celkem 356 bodů v 6 zápasech (4 vítězství, 2 porážky)
- 1968 Mistrovství Evropy (Messina, Itálie): Československo deváté mezi 13 týmy
- soupiska zde

Celkem 483 bodů v 8 zápasech (6 vítězství, 2 porážky)
- 1970 Mistrovství Evropy (Rotterdam, Holandsko): Československo páté mezi 12 týmy
- soupiska zde

Celkem 519 bodů v 7 zápasech (5 vítězství, 2 porážky)
- 1971 Mistrovství světa (Sao Paulo, Brazílie): Československo druhé mezi 13 týmy
- soupiska zde

Celkem 676 bodů v 9 zápasech (7 vítězství, 2 porážky)
- 1972 Mistrovství Evropy (Varna, Bulharsko): Československo třetí mezi 12 týmy
- soupiska zde

Celkem 477 bodů v 8 zápasech (6 vítězství, 2 porážky)
- 1974 Mistrovství Evropy (Cagliari, Itálie): Československo druhé mezi 13 týmy
- soupiska zde

Celkem 555 bodů v 8 zápasech (7 vítězství, 1 porážka)
- 1975 Mistrovství světa (Cali, Kolumbie): Československo třetí mezi 13 týmy
- soupiska zde

Celkem 507 bodů v 8 zápasech (6 vítězství, 2 porážky)
- 1976 Mistrovství Evropy (Clermont Ferrand, Francie): Československo druhé mezi 13 týmy
- soupiska zde

Celkem 529 bodů v 8 zápasech (7 vítězství, 1 porážka)
- 1976 Olympijské hry (Montreal, Kanada): Československo čtvrté mezi 6 týmy
- soupiska zde

Celkem 351 bodů ve 5 zápasech (2 vítězství - 3 porážky)
- 1978 Mistrovství Evropy (Poznaň, Polsko): Československo třetí mezi 13 týmy
- soupiska zde

Celkem 599 bodů v 8 zápasech (6 vítězství, 2 porážky)
- 1980 Mistrovství Evropy (Banja Luka, Jugoslávie): Československo čtvrté mezi 14 týmy
- soupiska zde

Celkem 612 bodů v 8 zápasech (5 vítězství, 3 porážky)
- 1980 Kvalifikace na OH (Varna, Bulharsko): Československo osmé

Celkem 762 bodů v 9 zápasech (6 vítězství, 3 porážky)
- 1981 Mistrovství Evropy (Ancona, Itálie): Československo třetí mezi 12 týmy
- soupiska zde

Celkem 491 bodů v 7 zápasech (4 vítězství, 3 porážky)
- 1983 Mistrovství Evropy (Budapešť, Maďarsko): Československo šesté mezi 12 týmy
- soupiska zde

Celkem 488 bodů v 7 zápasech (3 vítězství, 4 porážky)
- 1984 Kvalifikace na OH 1984 (Havana, Kuba): Československo nepostoupilo na OH 1984

Celkem 675 bodů v 10 zápasech (4 vítězství, 6 porážek)
- 1985 Mistrovství Evropy (Treviso, Itálie): Československo čtvrté mezi 12 týmy
- soupiska zde

Celkem 478 bodů v 7 zápasech (3 vítězství, 4 porážky)
- 1986 Mistrovství světa (Moskva): Československo čtvrté mezi 12 týmy
- soupiska zde

Celkem 484 bodů v 7 zápasech (4 vítězství, 3 porážky)
- 1987 Mistrovství Evropy (Cadiz, Španělsko): Československo čtvrté mezi 12 týmy
- soupiska zde

Celkem 556 bodů v 7 zápasech (4 vítězství, 3 porážky)
- Kvalifikace na OH 1988 (Malajsie): Československo páté mezi 8 týmy

Celkem 842 bodů v 11 zápasech (7 vítězství, 4 porážky)
- 1988 Olympijské hry (Soul, J.Korea): Československo osmé mezi 8 týmy
- soupiska zde

Celkem 339 bodů ve 5 zápasech (0 vítězství - 5 porážek)
- 1989 Mistrovství Evropy (Varna, Bulharsko): Československo druhé mezi 8 týmy
- soupiska zde

Celkem 353 bodů v 5 zápasech (3 vítězství, 2 porážky)
- 1990 Mistrovství světa (Kuala Lumpur, Malajzie): Československo čtvrté mezi 16 týmy
- soupiska zde

Celkem 570 bodů v 8 zápasech (4 vítězství, 4 porážky)
- 1991 Mistrovství Evropy (Tel Aviv, Izrael): Československo páté mezi 8 týmy
- soupiska zde

Celkem 372 bodů v 5 zápasech (3 vítězství, 2 porážky)
- 1992 Kvalifikace na OH 1992: (Vigo, Španělsko) Československo postoupilo na OH 1992

Celkem 655 bodů v 8 zápasech (7 vítězství, 1 porážka)
- 1992 Olympijské hry (Barcelona, Španělsko): Československo šesté mezi 8 týmy
- soupiska zde

Celkem 315 bodů ve 5 zápasech (1 vítězství - 4 porážky)
- Trenéři
- Lubomír Dobrý • Svatopluk Mrázek • Ján Hluchý • Miloslav Kříž • Jan Karger • Vladimír Heger • Jindřich Drásal • Alois Brabec • Miroslav Vondřička

## Umístění na mezinárodních soutěžích

### Basketbal na letních olympijských hrách
| - OH 1976 - 4. místo - OH 1980 - nekvalifikovalo se | - OH 1984 - nekvalifikovalo se - OH 1988 - 8. místo | - OH 1992 - 6. místo |

### Mistrovství světa v basketbalu žen
| - MS 1953 - nezúčastnilo se - MS 1957 - Soupisky - MS 1959 - Soupisky - MS 1964 - Soupisky | - MS 1967 - Soupisky - MS 1971 - Soupisky - MS 1975 - Soupisky - MS 1979 - nezúčastnilo se | - MS 1983 - nezúčastnilo se - MS 1986 - 4. místo Soupisky - MS 1990 - 4. místo Soupisky |

### Mistrovství Evropy v basketbale žen
| - ME 1938 - nezúčastnilo se - ME 1950 - soupisky - ME 1952 - soupisky - ME 1954 - soupisky - ME 1956 - soupisky - ME 1958 - soupisky - ME 1960 - soupisky - ME 1962 - soupisky | - ME 1964 - soupisky - ME 1966 - soupisky - ME 1968 - 9. místo soupisky - ME 1970 - 5. místo soupisky - ME 1972 - soupisky - ME 1974 - soupisky - ME 1976 - soupisky - ME 1978 - soupisky | - ME 1980 - 4. místo soupisky - ME 1981 - soupisky - ME 1983 - 6. místo soupisky - ME 1985 - 4. místo soupisky - ME 1987 - 4. místo soupisky - ME 1989 - soupisky - ME 1991 - 5. místo soupisky |

## Výsledky družstva Výběr Evropy žen
Za družstvo Výběr Evropy žen hrálo osm hráček z Československa a to
- 2 zápasy: Hana Doušová a Zora Brziaková
- 1 zápas: Martina Pechová, Ivana Kořínková, Dana Klimešová, Hana Brůhová, Jana Stibůrková, Ivana Třešňáková. Výsledky těchto zápasů:
- 06.06.1972 Clermont Ferrand (Francie): Výběr Evropy žen - CUC Clermont Ferrand 68-57, účast: Hana Doušová, Martina Pechová
- 01.11.1976 Clermont Ferrand (Francie): Výběr Evropy žen - Sovětský svaz 66-114, účast: Hana Doušová, Ivana Kořínková
- 31.05.1978 Poznaň (Polsko): Výběr Evropy žen - Sovětský svaz 76-113, účast: Dana Klimešová, Hana Brůhová
- 22.09.1981 Caserta (Itálie): Výběr Evropy žen - Sovětský svaz 64-90, účast: Jana Stibůrková, Ivana Třešňáková
- 17.09.1985 Vicenza (Itálie): Výběr Evropy žen - Primigi Vicenza 81-87 účast: Zora Brziaková
- 19.09.1985 Plovdiv (Bulharsko): Výběr Evropy žen - Bulharsko 92-82, účast: Zora Brziaková